# Urospermum dalechampii
Il boccione maggiore, anche lattugaccio, lattugaccio di Daléchamp, amarago o grugno (nome scientifico Urospermum dalechampii (L.) Schmidt, 1795)  è una specie di pianta angiosperma dicotiledone della famiglia delle Asteraceae.

## Etimologia
Il nome del genere (Urospermum) deriva dal greco antico: οὐρά?, ourá ("coda") e σπέρμα, spérma ("seme") e fa riferimento al becco (un lungo prolungamento apicale) dell'achenio. L'epiteto specifico (dalechampii) è stato dato in onore e ricordo del medico botanico, filologo e naturalista francese Jacques Daléchamps, o D'Aléchamps (1513 - 1588), morto a Lione, autore, fra l'altro, dell'opera enciclopedica "Historia generalis plantarum" del 1586.

Il binomio scientifico della pianta di questa voce è stato proposto inizialmente da Carl von Linné (1707 – 1778) biologo svedese, considerato il padre della moderna classificazione scientifica degli organismi viventi, nella sua pubblicazione "Species Plantarum" del 1753, perfezionato poi dal botanico boemo Franz Willibald Schmidt (1764 - 1796) nella pubblicazione "Sammlung Physikalisch-Ökon. Aufs.: 276" del 1795.

## Descrizione

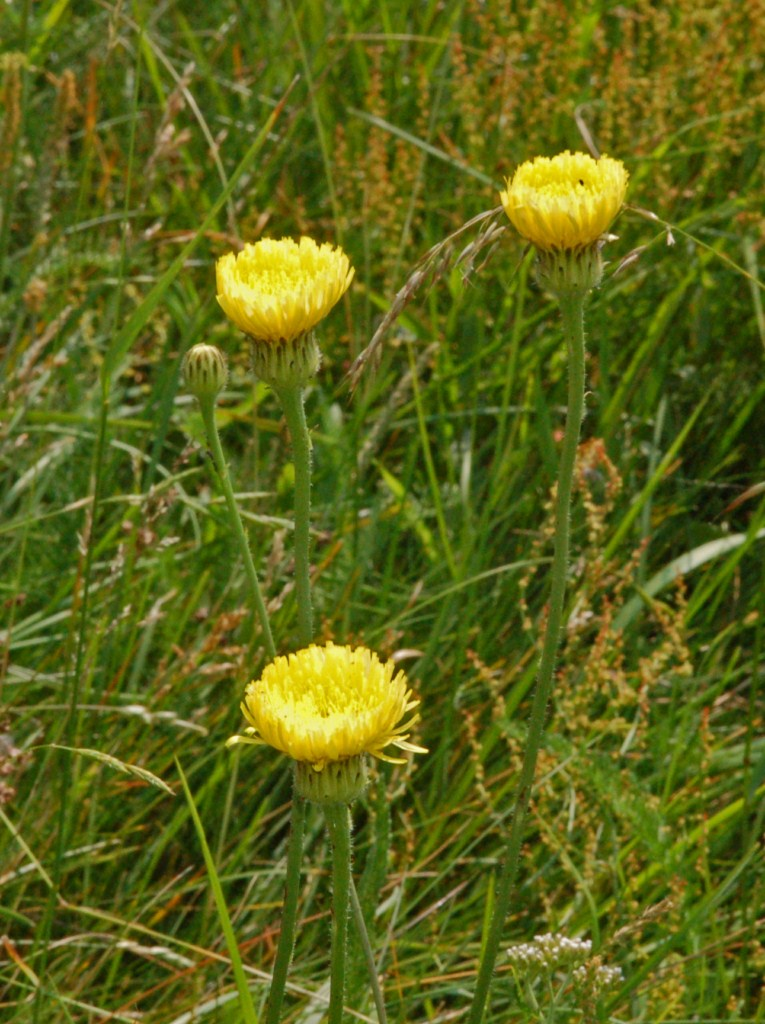
Il portamento

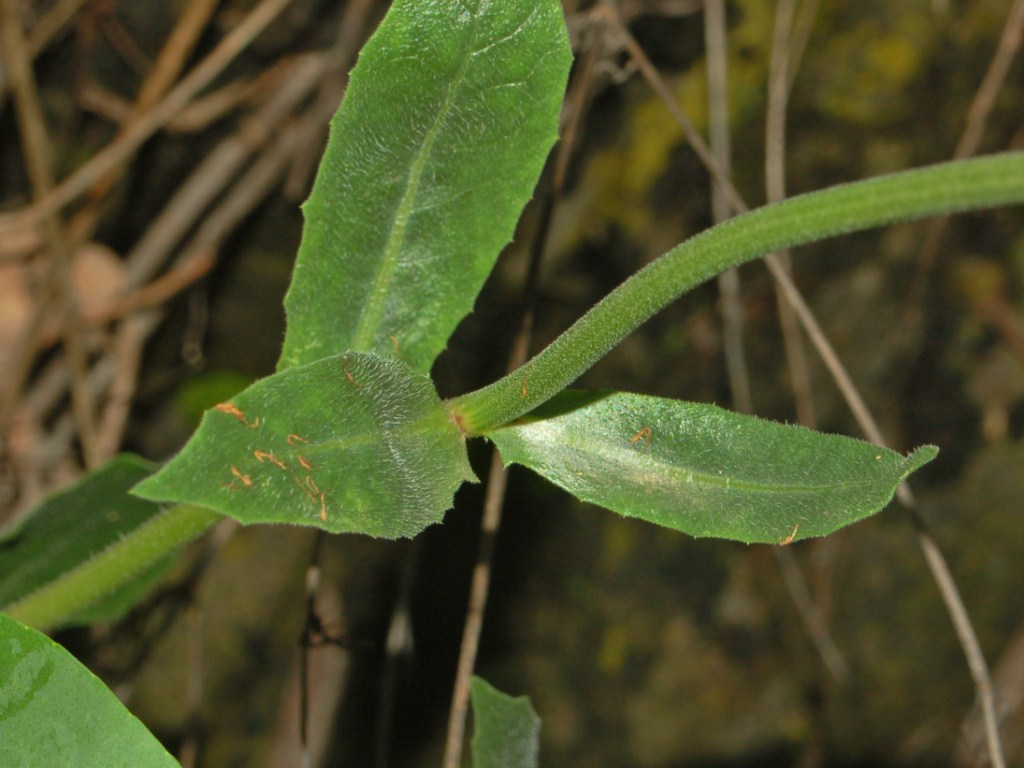
Le foglie

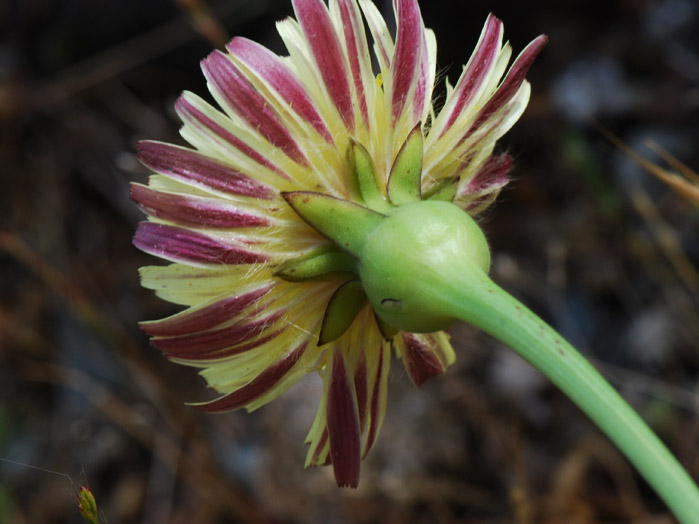
L'involucro

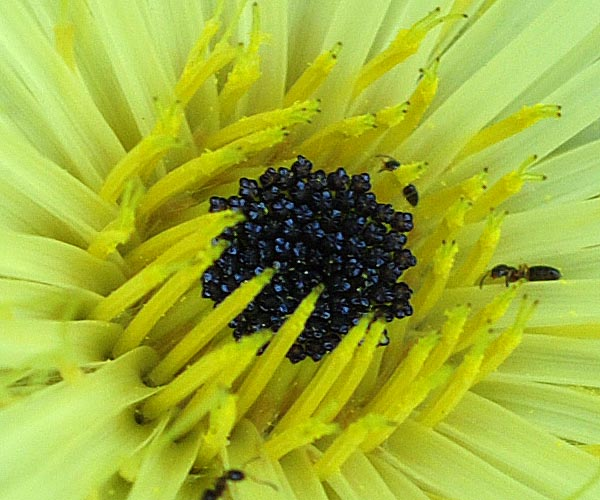
I fiori

Habitus. La forma biologica è emicriptofita scaposa (H scap), ossia sono piante perenni, con gemme svernanti al livello del suolo e protette dalla lettiera o dalla neve, dotate di un asse fiorale eretto e spesso privo di foglie. Tutta la pianta è villosa per peli patenti.
Radici. Le radici sono fittonanti.
Fusto. La parte aerea del fusto è eretta e ascendente; inoltre è fogliosa nella metà inferiore. L'altezza di queste piante varia da 20 a 40 cm.
Foglie. Le foglie si dividono in basali e cauline. Quelle basali hanno una lamina di tipo pennatosetto e sono lunghe 5 – 6 cm; quelle cauline inferiori sono progressivamente maggiori e meno profondamente divise; mentre quelle cauline superiori hanno un contorno lanceolato e sono subintere e sessili. I margini delle foglie possono essere dentati. Dimensione delle foglie cauline inferiori: larghezza 2 cm; lunghezza 6 – 8 cm.
Infiorescenza. Le infiorescenze consistono in singoli capolini (uno o pochi) su un lunghi peduncoli ingrossati. I capolini sono formati da un involucro più o meno urceolato composto da 7 - 8 brattee (o squame) disposte su una sola serie (o 2) all'interno delle quali un ricettacolo fa da base ai fiori tutti ligulati. Le squame sono lunghe 12 – 14 mm, a forma da ovato-lanceolata a lanceolato-lineare, sono concresciute nel terzo inferiore, superiormente sono libere; i margini sono scariosi e gli apici sono acuminati. Il ricettacolo, da piatto a convesso, è "nudo", ossia privo di pagliette a protezione della base dei fiori. Diametro del capolino: 3,5 – 7 cm. Diametro dell'involucro: 10 – 20 mm.
Fiore. I fiori da 20 a 50, sono tutti del tipo ligulato (il tipo tubuloso, i fiori del disco, presente nella maggioranza delle Asteraceae, qui è assente), sono tetra-ciclici (ossia sono presenti 4 verticilli: calice – corolla – androceo – gineceo) e pentameri (ogni verticillo ha 5 elementi). I fiori sono tutti ermafroditi e zigomorfi.
- Formula fiorale:

*/x K {\displaystyle \infty }, [C (5), A (5)], G 2 (infero), achenio
- Calice: i sepali del calice sono ridotti ad una coroncina di squame.
- Corolla: la corolla dei fiori periferici alla base è tubolare e incolore lunga 12 mm e termina in una ligula raggiante (larga 3 mm; lunga 20 mm) con 5 denti apicali; la ligula è colorata di giallo chiaro nella parte adassiale, mentre in quella abassiale sono presenti delle striature purpuree.
- Androceo: gli stami sono 5 con filamenti liberi, mentre le antere sono saldate in un manicotto (o tubo) circondante lo stilo.[16] Il polline è tricolporato.[17]
- Gineceo: gli stigmi dello stilo (corto) sono due divergenti con la superficie stigmatica posizionata internamente (vicino alla base).[18] L'ovario è infero uniloculare formato da 2 carpelli.
- Antesi: da marzo a agosto.

Frutti. I frutti sono degli acheni con pappo. L'achenio è colorato di marrone, è rugoso (tubercolato) con un corpo appiattito-oblungo ed è lungo 6 – 8 mm; all'apice è presente un becco lungo il doppio dell'achenio stesso (un diaframma separa il becco dalla parte contenente l'embrione). Il pappo caduco è formato da 18 - 22 peli piumosi, bianchi, subuguali disposti in una (o 2) serie insieme ad alette rigide; le setole alla base sono connate.

## Biologia
- Impollinazione: l'impollinazione avviene tramite insetti (impollinazione entomogama tramite farfalle diurne e notturne).
- Riproduzione: la fecondazione avviene fondamentalmente tramite l'impollinazione dei fiori (vedi sopra).
- Dispersione: i semi (gli acheni) cadendo a terra sono successivamente dispersi soprattutto da insetti tipo formiche (disseminazione mirmecoria). In questo tipo di piante avviene anche un altro tipo di dispersione: zoocoria. Infatti gli uncini delle brattee dell'involucro si agganciano ai peli degli animali di passaggio disperdendo così anche su lunghe distanze i semi della pianta.

## Distribuzione e habitat

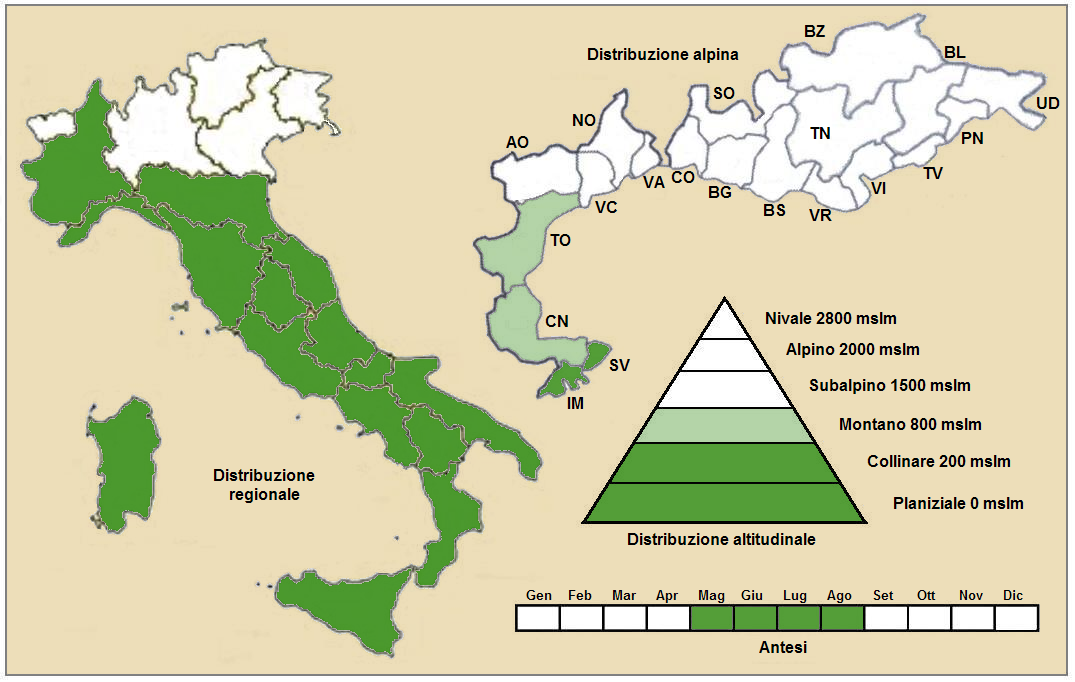
Distribuzione della pianta
(Distribuzione regionale – Distribuzione alpina)

- Geoelemento: il tipo corologico (area di origine) è Euri-Mediterraneo / Centro-Occidentale.
- Distribuzione: in Italia è presente soprattutto al centro e al sud. Fuori dall'Italia (sempre nelle Alpi) è presente in Francia (dipartimenti di Alpes-de-Haute-Provence, Alpes-Maritimes e Drôme). Sugli altri rilievi europei si trova nel Massiccio Centrale e Pirenei.[20] In generale questa specie è presente in Europa, in Africa e in Asia (esclusa la parte tropicale).[2]
- Habitat: l'habitat tipico per questa pianta sono i prati aridi, gli incolti (anche le vigne e gli uliveti) e le aree lungo le vie; ma anche gli ambienti ruderali, nelle scarpate e nei luoghi rocciosi misti a prato. Il substrato preferito è sia calcareo che siliceo con pH neutro, medi valori nutrizionali del terreno che deve essere arido.[20]
- Distribuzione altitudinale: sui rilievi queste piante si possono trovare fino a 1.200 m s.l.m.; frequentano quindi i seguenti piani vegetazionali: collinare e montano (oltre a quello planiziale – a livello del mare).

### Fitosociologia

#### Areale alpino
Dal punto di vista fitosociologico alpino Urospermum dalechampii appartiene alla seguente comunità vegetale:
Formazione: delle comunità a emicriptofite e camefite delle praterie rase magre secche;
Classe: Lygeo-Stipetea
Ordine: Brachypodietalia phoenicoidis
Alleanza: Brachypodion phoenicoidis

#### Areale italiano
Per l'areale completo italiano Urospermum dalechampii appartiene alla seguente comunità vegetale:
Macrotipologia: vegetazione casmofitica, glareicola ed epifitica
Classe: Thlaspietea rotundifolii Br.-Bl., 1948
Ordine: Scrophulario bicoloris-Helichrysetlia italici Brullo, 1984

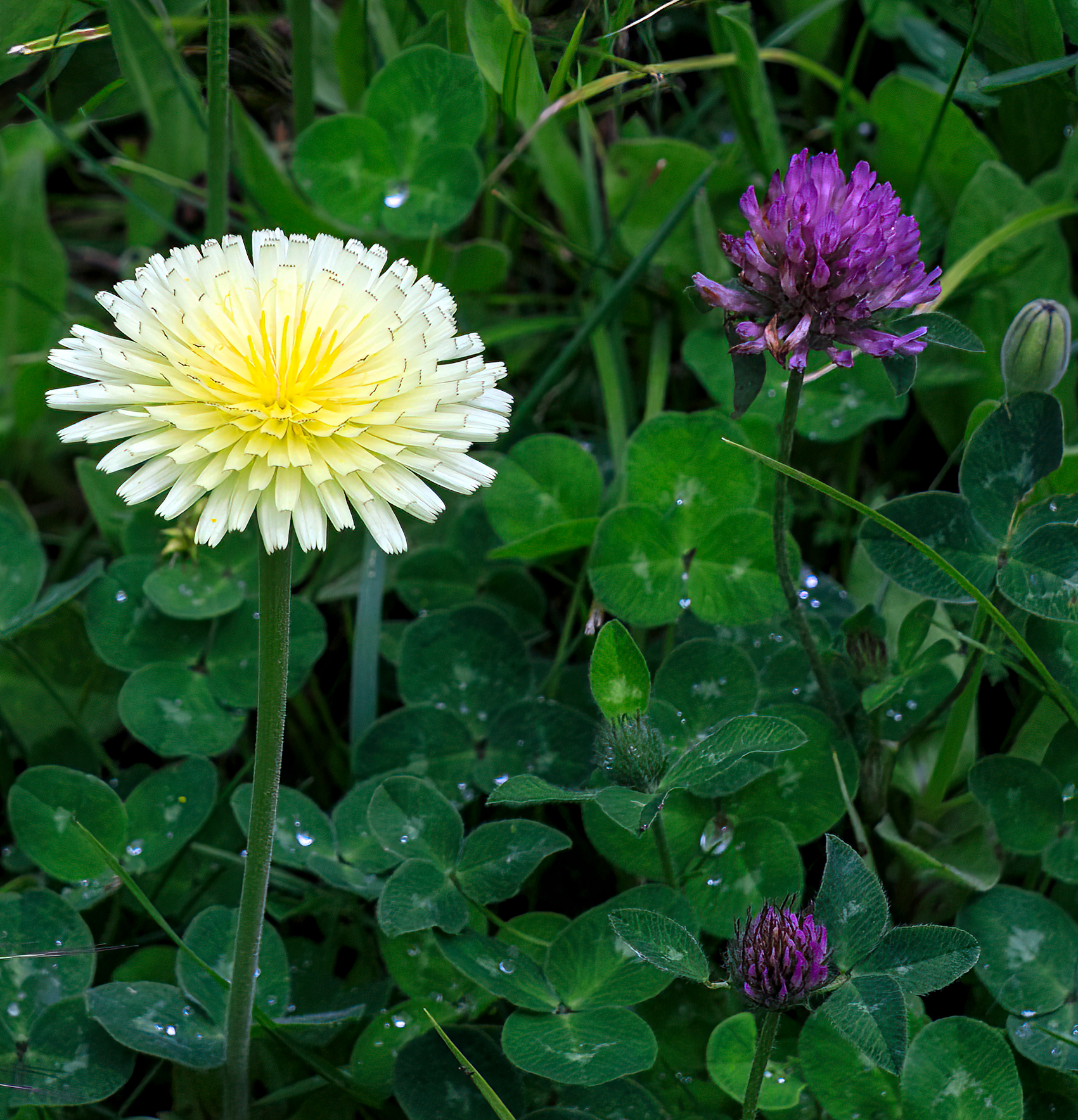
Urospermum delechampii (Boccione maggiore) con Fiore del Trifoglio

Alleanza:  Ptilostemono casabonae-Euphorbion cupanii Angiolini et al., 2005
Descrizione. L'alleanza  Ptilostemono casabonae-Euphorbion cupanii è relativa aa una comunità endemica sarda discontinua, pioniera, dominata da camefite, che si sviluppa su substrati ghiaiosi delle discariche minerarie caratterizzati da alte concentrazioni di solfuri e metalli pesanti. L’alleanza è distribuita in tutta la Sardegna.
Specie presenti nell'associazione: Inula viscosa, Scrophularia canina, Rumex scutatus, Reichardia picroides, Daucus carota, Dactylis hispanica, Sixalix atropurpurea, Oryzopsis miliacea, Reseda luteola, Carlina corymbosa, Sanguisorba minor, Urospermum dalechampii, Ptilostemon casabonae, Euphorbia cupanii, Dipsacus ferox, Anagallis monelli, Limonium merxmuelleri, Iberis integerrima e Helichrysum microphyllum.

## Tassonomia
La famiglia di appartenenza di questa voce (Asteraceae o Compositae, nomen conservandum) probabilmente originaria del Sud America, è la più numerosa del mondo vegetale, comprende oltre 23.000 specie distribuite su 1.535 generi, oppure 22.750 specie e 1.530 generi secondo altre fonti (una delle checklist più aggiornata elenca fino a 1.679 generi). La famiglia attualmente (2021) è divisa in 16 sottofamiglie.
Il basionimo per questa specie è: Tragopogon dalechampii L., 1753.

### Filogenesi
Il genere di questa voce appartiene alla sottotribù Hypochaeridinae della tribù Cichorieae (unica tribù della sottofamiglia Cichorioideae). In base ai dati filogenetici la sottofamiglia Cichorioideae è il terz'ultimo gruppo che si è separato dal nucleo delle Asteraceae (gli ultimi due sono Corymbioideae e Asteroideae). La sottotribù Hypochaeridinae fa parte del "quarto" clade della tribù; in questo clade è posizionata nel "core" del gruppo , vicina alle sottotribù Crepidinae e Chondrillinae.
Il nucleo della sottotribù Hypochaeridinae è l'alleanza Hypochaeris-Leontodon/Picris e formano (insieme ad altri generi minori) un "gruppo fratello". Rispetto a precedenti raggruppamenti delle Hypochaeridinae, diversi generi sono stati esclusi dalla circoscrizione rivista sulla base di recenti analisi filogenetiche molecolari. Il gruppo attualmente si presenta monofiletico (a parte l'enigmatica Prenanthes purpurea attualmente descritta nelle Lactucinae). Il genere di questa voce, nell'ambito della sottotribù occupa una posizione abbastanza "basale". La divergenza dal gruppo delle Hypochaeridinae è stata molto precoce e presenta alcune affinità con il genere Avellara. Si stima che la divergenza di Avellara e Urospermum sia avvenuta già nel Miocene medio-tardo, intorno ai 15,5 – 8,6 milioni di anni fa, quindi in un'epoca in cui i lignaggi dei principali cladi delle Cichorieae si stavano diversificando.
I caratteri distintivi per la specie di questa voce sono:
- il ciclo biologico è perenne;
- i capolini si presentano solitari o in gruppi di 2 - 3;
- diametro dell'infiorescenza: 5 - 7 cm;
- gli acheni sono lunghi 4,5 - 5 mm con un becco lungo 9 - 14 mm;
- il colore del pappo è bruno-rossastro.

Il numero cromosomico di U. dalechampii è: 2n = 14.

### Sinonimi
Questa entità ha avuto nel tempo diverse nomenclature. L'elenco seguente indica alcuni tra i sinonimi più frequenti:
- Arnopogon dalechampii Willd.
- Tragopogon bicolor  Moench
- Tragopogon dalechampii  L.
- Tragopogon laetus  Salisb.
- Tragopogon verticillatus  Lam.
- Tragopogonodes dalechampii  Kuntze
- Urospermum grandiflorum  St.-Lag.

### Specie simili
L'altra specie del genere (Urospermum picroides) differisce per i seguenti caratteri:
- il ciclo biologico è annuale;
- le piante sono leggermente più basse;
- l'infiorescenza si compone di diversi capolini e tutti con un diametro minore (2 – 4 cm);
- le foglie si presentano con un margine ruvido e maggiormente dentato-seghettato.

## Altre notizie
Il Lattugaccio di Daléchamps in altre lingue è chiamato nei seguenti modi:
- (DE)  Daléchamps' Schwanzsame
- (FR)  Urosperme de Daléchamps